# Last Christmas (canción de Cascada)
Last Christmas fue lanzada como sencillo promocional en noviembre de 2007 por el grupo alemán Cascada, e incluida en el segundo álbum de estudio Perfect Day. Primero fue lanzada en descarga digital en iTunes, y 6 días más tarde se añadió en el Single/EP de What Hurts the Most.
En el Reino Unido frecuentemente en casi todas las navidades, los principales canales de música promocionan la canción.

## Charts
| Chart (2007)                  | Peak position |
| ----------------------------- | ------------- |
| Australian ARIA Singles Chart | 99            |
| German Singles Chart          | 83            |
| Austria Singles Chart         | 63            |
| UK Singles Chart              | 111           |
| UK Dance Chart                | 22            |